# Consiliul Național Secuiesc
Consiliul Național Secuiesc (în maghiară Székely Nemzeti Tanács) este o organizație politică din România care pretinde a reprezenta interesele secuilor. Conform paginii web a organizației, CNS dorește autonomia Ținutului Secuiesc, după modelul catalan.
Autonomia judecătorească ce a fost practicată până în 1867 în subregiunea istorică Ținutul Secuiesc – Terra Siculorum (Székelyföld), prin modul de organizare al scaunelor secuiești datează din anii 1200. Autonomia scaunelor a funcționat sub formă de autonomie teritorială pentru secui doar, având o administrare proprie, structură socială și administrativă specifică, drepturi speciale și statut special.

## Istoric
A fost fondat în toamna anului 2003. Primul președinte a fost Iosif Csapó, până la demisia sa în toamna anului 2006. Președinte interimar până la alegerile din februarie 2008 a fost Imre Fodor, fostul primar al municipiului Târgu Mureș. Actualul președinte a CNS este Balázs Izsák din Târgu Mureș.

## Structura C.N.S.
Prezidenții scaunelor a Consiliului Național Secuiesc și membrii Comisiei Permanente (CP).

### Prezidenții scaunelor
- Scaunul Mureș: Imre Fodor
- Scaunul Odorhei: Béla Incze
- Scaunul Ciuc: Csaba Ferencz
- Scaunul Gheorgheni: Zsolt Árus
- Scaunul Micoloșoara-Brăduț: Miklós Szabó
- Scaunul Sepsi: Barna Benedek
- Scaunul Orbai: Botond Ferencz
- Scaunul Kézdi: László Bakk

### Membrii CP
- Președinte: Balázs Izsák
- Vicepreședinți: Emőke Benkő, Géza Borsos, Csaba Ferencz, Imre Fodor, József Gazda, Ádám Kónya, Jenő Szász, Attila Tulit, Csaba Farkas, Imre Fazakas
- Secretari: Pál Nagy, Árpád Andrássy, Lajos Dancs, Aladár Bod, Dávid Veress, Imre András

Consiliul Național Secuiesc este alcătuit din 156 membri și este membrul Consiliului Național Maghiar din Transilvania (Erdélyi Magyar Nemzeti Tanács în maghiară). Pentru a asigura pentru fiecare așezare secuiască reprezentanța, fiecare localitate sub 1500 de locuitori de etnie maghiară poate să delege 1 reprezentant în Consiliul Secuiesc Scaunal. Localitățile care au peste 1500 de locuitori de etnie maghiară, poate să delege câte un reprezentant la fiecare 3000 de etnie maghiară.